# 세상의 모든 아침
《세상의 모든 아침》(Tous Les Matins Du Monde, Every Morning Of The World)은 프랑스에서 제작된 알랭 코르노 감독의 1991년 드라마, 뮤지컬, 멜로/로맨스 영화이다. 장 피에르 마리엘 등이 주연으로 출연하였고 장 루이 리비 등이 제작에 참여하였다.

## 출연

### 주연
- 장 피에르 마리엘
- 제라르 드빠르디유
- 안느 브로쉐

### 조연
- 기욤 드빠르디유
- 카롤 리체르트
- 미셀 부케
- 장 클로드 드레이퍼스
- 이베스 램브러트
- 미리암 보이어
- 캐롤라인 시홀

## 기타
- 원작자: 파스칼 퀴그나르드
- 사운드: 피에르 가메
- 미술: 버나드 베자
- 의상: 코린느 조리